# Guillaume III de Beauchamp
Pour les articles homonymes, voir Guillaume de Beauchamp.
Guillaume III de Beauchamp d'Elmley Castle dans le Worcestershire (1215 – 1269), était un baron anglais et shérif héréditaire du Worcestershire,,,,.
Il était le fils et l'héritier de Gautier II de Beauchamp d'Elmley Castle, shérif héréditaire du Worcestershire, par son épouse Jeanne de Mortimer, fille de Roger Mortimer de Wigmore Castle dans le Herefordshire.
À la mort de son père en 1236, il devint shérif héréditaire du Worcestershire, titre qu'il conserva jusqu'à sa mort. En 1249, il fut excommunié par Walter de Cantilupe, évêque de Worcester, mais fut plus tard absous, en présence du roi, le jour de la Saint-Edmond, 1251.
Il épousa Isabel de Mauduit, fille de William de Mauduit de Hanslope dans le Buckinghamshire et Hartley Mauditt, Hampshire (par sa femme Alice de Beaumont (décédée avant 1263), demi-sœur d'Henry de Beaumont, 5e comte de Warwick, et sœur et héritière de William Mauduit, 8e comte de Warwick,. Ils eurent pour enfants:
- Guillaume de Beauchamp, 9e comte de Warwick (c.1238-1298), fils aîné et héritier;
- Gautier III de Beauchamp (d.1303/6), de Powick et de Beauchamp's Court, Alcester dans le Warwickshire, intendant de la maison du roi Edward I. Son descendant était John Beauchamp, 1er baron Beauchamp (décédé en 1475) « de Powick » dans le Worcestershire.
- Alice de Beauchamp, mariée à Bernard Ier de Bruce de Connington, ils eurent des descendants.